# Docosia
Docosia (лат.) — род грибных комаров из подсемейства Leiinae (Mycetophilidae).

## Описание
Мелкие грибные комары с тёмным телом и немаркированными гиалиновыми крыльями. Их идентификация в основном основана на признаках генииталий самца и самки. Род традиционно помещали в подсемейство Leiinae, хотя последние молекулярные исследования опровергают это и помещают Docosia среди родов Gnoristinae (Rindal et al. 2009, Ševčík et al. 2013).
Боковые оцеллии касаются глаз. Жилка R1 длиннее поперечной r-m.
Ископаемые представители найдены в олигоценовых и эоценовых отложениях, а также (†Docosia baisae) обнаружены в нижнемеловом местонахождении Байса из формации Заза (возраст от 125 до 113 млн лет; Бурятия, Россия).

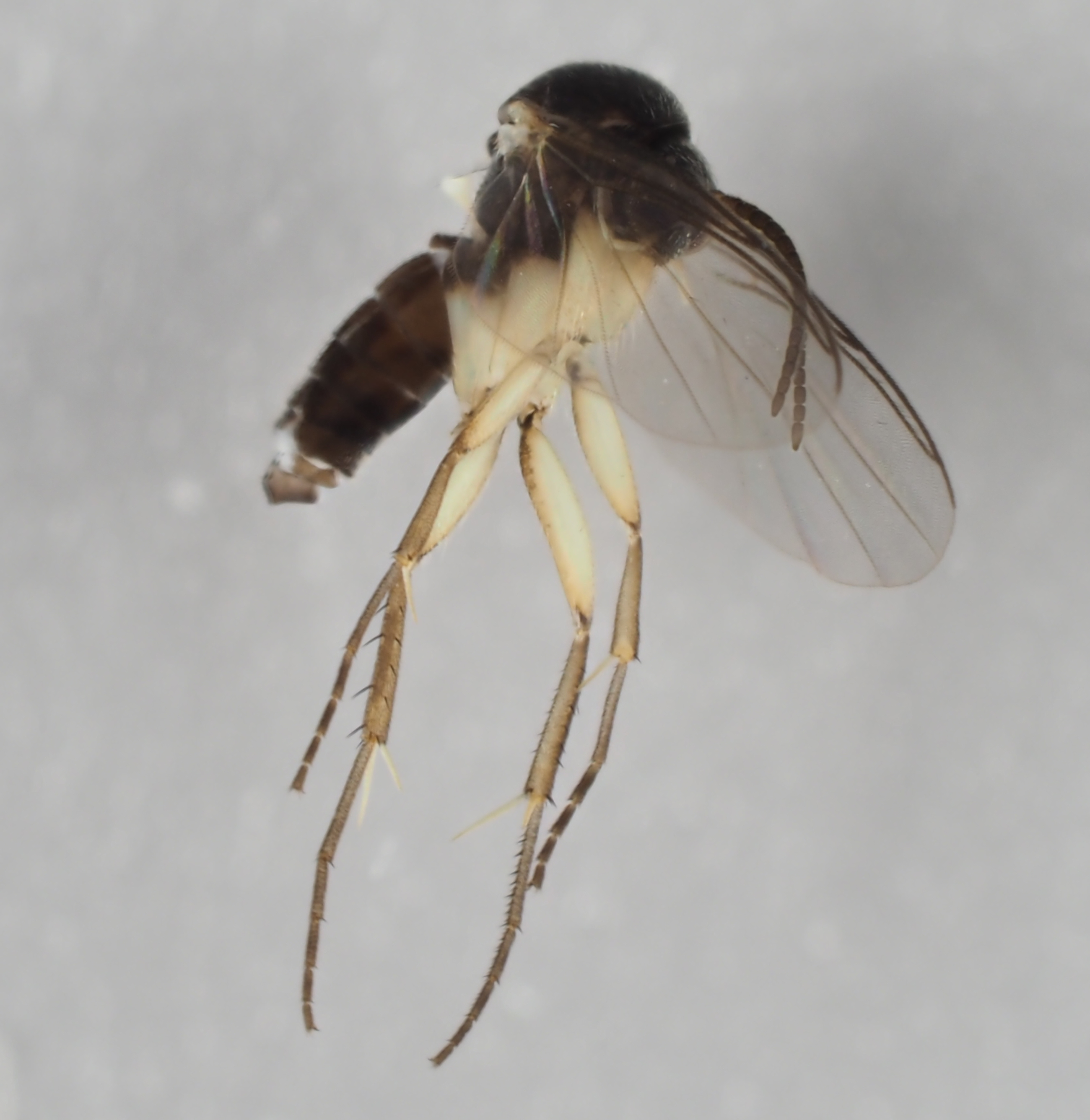
Docosia gilvipes
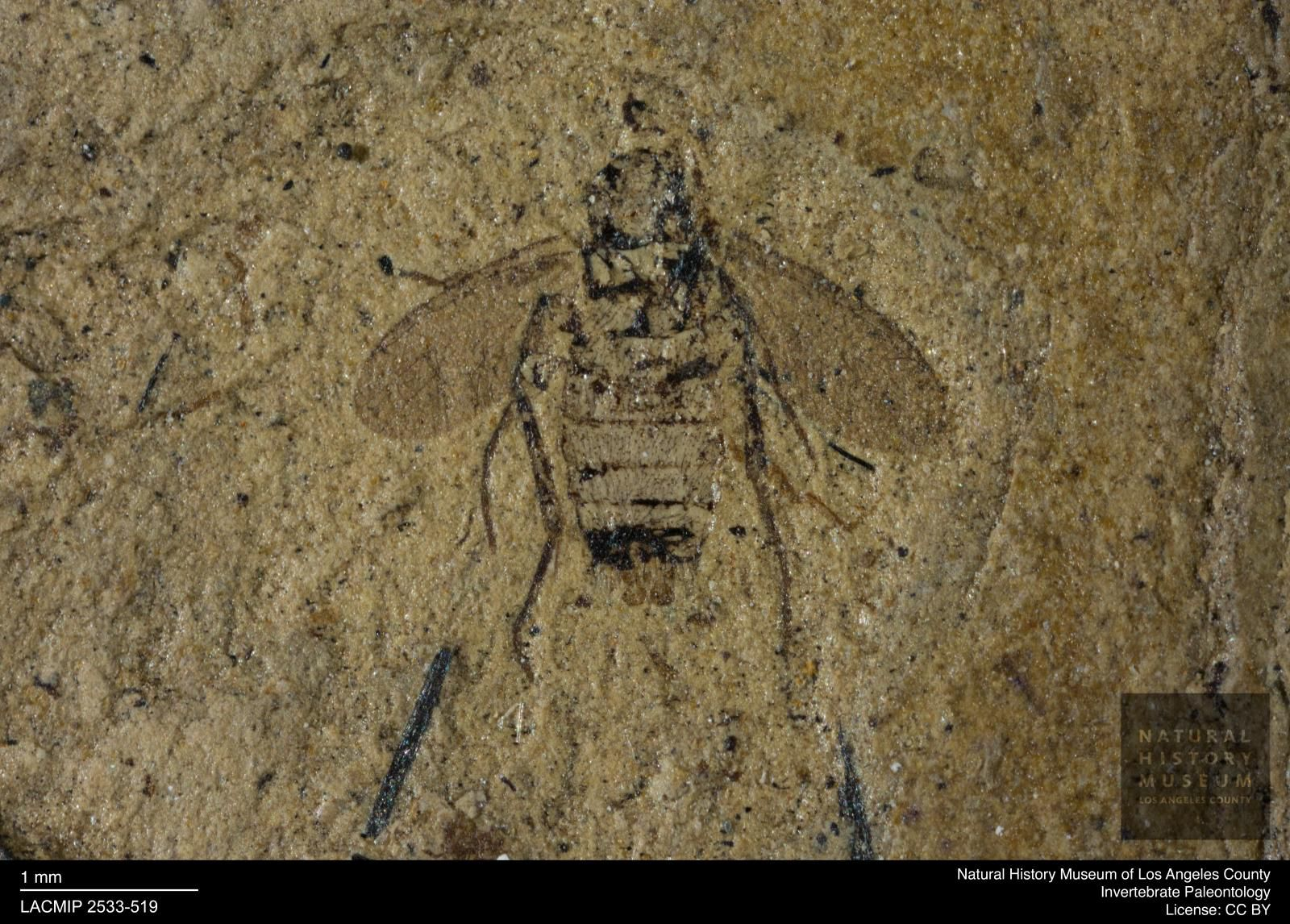
†Docosia pilosa

## Биология
Личинки живут в грибах, обычно в тех, которые находятся в более или менее продвинутом состоянии распада. Личинки Docosia gilvipes были выращены на очень широком спектре грибов в Европе (включая агарики, боровики, инкрустирующие грибы, Peziza и Scleroderma). Куколки заключены в довольно жесткий кокон, состоящий частично из шёлка и частично из пищевой матрицы, внутри которой они находятся. Взрослые особи в основном встречаются во влажной среде в лесах и лесных массивах, где грибы более плодовиты, но некоторые виды связаны с грибами, растущими на лугах, дюнах или болотах. Некоторые виды имеют пристрастие к стволам старых живых деревьев, покрытых мхами или лишайниками.
Данные о биологии Docosia скудны, за исключением распространенного микофага Docosia gilvipes. Один вид (Docosia fumosa) неоднократно выращивался из птичьих гнезд.

## Распространение
Преимущественно голарктический род, и несколько видов также были зарегистрированы из неотропических, афротропических и восточных регионов. В настоящее время из Европы известно 32 описанных вида.

## Классификация
Более 80 видов.
- Docosia aceus Garrett, 1925[8]
- Docosia adusta Oliveira & Amorim, 2012[9]
- Docosia affinis Garrett, 1925
- Docosia agensiana Kurina, 2006[10]
- Docosia anatolica Ševčík, 2020[11]
- Docosia antennata Becker, 1907
- Docosia apicula Garrett, 1925
- †Docosia archaica Meunier, 1916
- †Docosia baisae Blagoderov, 1998[4]
- Docosia caniripes Chandler & Ribeiro, 1995[12]
- Docosia carbonaria Edwards, 1941
- Docosia cephaloniae Chandler, 2006
- Docosia chandleri Ševčik & Laštovka, 2008
- Docosia columbiana Coher, 2000
- Docosia cuzcoensis Edwards, 1933
- Docosia defecta Van Duzee, 1928
- Docosia dentata Ševčík et al., 2016[2]
- Docosia dialata Van Duzee, 1928
- Docosia dichroa Loew, 1870
- Docosia diutina Plassmann, 1996
- †Docosia elegantula Meunier, 1922
- Docosia enos Chandler, 2006
- Docosia expectata Laštovka, 2006[6]
- Docosia flabellata Xu, Wu & Yu, 2003[5]
- Docosia flavicoxa Strobl, 1900
- Docosia fuerteventurae Chandler & Ribeiro, 1995
- Docosia fumosa Edwards, 1925
- Docosia fuscipes (Roser, 1840)
- Docosia gilvipes (Walker, 1856)
- Docosia gutianshana Xu, Wu & Yu, 2003[5]
- Docosia helveola Chandler, 1994
- Docosia helveoloides Zaitzev, 2011[13]
- Docosia incolamontis Chandler, 1994[3]
- Docosia inspicata Chandler, 1994[3]
- Docosia japonica Kurina, 2020[11]
- Docosia juxtamontana Chandler, 1994[3]
- Docosia kerkini Kurina & Ševčik, 2011[14]
- Docosia laminosa Ostroverkhova, 1979
- Docosia landrocki Laštovka, 2006
- Docosia lastovkai Chandler, 1994[3]
- Docosia laxa Xu, Wu & Yu, 2003[5]
- Docosia matilei Ševčik
- Docosia meijerei Meunier, 1922
- Docosia melita Chandler & Gatt, 2000
- Docosia mongolica Laštovka & Matile, 1974
- Docosia monstrosa Xu, Wu & Yu, 2003[5]
- Docosia montana Laštovka, 2006[6]
- Docosia moravica Landrock, 1916
- Docosia morionella Mik, 1884
- Docosia mulleri Plassmann, 1986
- Docosia muranica Kurina & Ševčik, 2011[14]
- Docosia nebulosa Garrett, 1925
- Docosia nigella Johannsen, 1912
- Docosia nigra Landrock, 1928
- Docosia nigrita Garrett, 1925
- Docosia nitida Johannsen, 1912
- Docosia obscura Coquillett, 1901
- Docosia pallipes Edwards, 1941
- Docosia pammela Edwards, 1933
- Docosia pannonica Laštovka, 2006[6]
- Docosia paradichroa Fisher, 1937
- Docosia pasiphae Chandler, 2006
- Docosia peloponnensis Ševčík, 2020[11]
- †Docosia petiolata Meunier, 1904
- †Docosia pilosa Statz, 1944
- Docosia polyspina Kurina, 2020[11]
- Docosia pseudogilvipes Kurina, 2008
- Docosia rameli Kurina & Ševčik, 2011[14]
- Docosia rohaceki Ševčik, 2006
- Docosia sciarina (Meigen, 1830)
- Docosia selini Kurina, 2006[10]
- Docosia setosa Landrock, 1916
- Docosia sibirica Ostroverkhova, 1979
- Docosia similis Garrett, 1925
- Docosia sinensis Xu, Wu & Yu, 2003[5]
- Docosia sogetensis Kurina, 2006[10]
- †Docosia subtilis Meunier, 1904
- †Docosia subvaria Meunier, 1916
- Docosia svanetica Kurina, 2020[11]
- Docosia tibialis Laštovka, 2006
- Docosia turkmenica Zaitzev, 2011[13]
- †Docosia uniciliata Meunier, 1916
- †Docosia varia Meunier, 1904
- Docosia vierecki Garrett, 1925
- Docosia yangi Xu, Wu & Yu, 2003[5]
- †Docosia zaza Blagoderov, 1998[4]